# Butch Miller
Pour les articles homonymes, voir Robert Miller et Miller.
Butch Miller, nom de ring de Robert Miller, né le 21 octobre 1944 à Auckland (Auckland) et mort le 2 avril 2023 à Los Angeles (Californie), est un catcheur néozélandais. 
Il est principalement connu pour avoir formé avec son cousin Luke Williams l'équipe des Bushwhackers (en). À partir du 28 mars 2015, il est officiellement membre du WWE Hall of Fame.